# ضياء عزيز
ضياء عزيز زاهد (ولد في القاهرة عام 1947) فنان تشكيلي ونحات سعودي ينتمي للمدرسة الانطباعية الواقعية الحديثة. يعد من الرواد السعوديين في مجال الرسم والفن التشكيلي.

## النشأة
ولد في مدينة القاهرة في 28 نوفمبر 1947، والده هو الأديب السعودي الكبير عزيز ضياء ووالدته هي الإذاعية السابقة أسماء زعزوع. كان لنشأته في أسرة مرتبطة بالثقافة والأدب دور في تعلقه بمختلف أنواع الفنون منذ سن مبكرة، فعشق الفن منذ طفولته متأثراً بوالدته التي كانت ترسم بالألوان الزيتية لوحات زخرفية لتزيين بيوت المخدات والمفارش المنتشرة في مواقع مختلفة من البيت، ومتأثراً بأبيه الأديب الذي شجعه معنوياً ودفعه في طريق التذوق الفني في مختلف مجالاته، فتعلم العزف على آلة الكمان والعود وهو في الثامنة من العمر، وغنى للأطفال عدداً من الأغاني التي كتبها والده وأذاعتها الإذاعة السعودية عبر برامج الأطفال.

## التعليم
تلقى تعليمه الابتدائي في مدارس الثغر النموذجية بمدينة جدة ثم أكمل تعليمه الإعدادي والثانوي متنقلاً بين عدة مدارس في جدة والقاهرة وبوسطن وفي عام 1967م حصل على بعثة دراسية من وزارة المعارف السعودية التحق من خلالها بأكاديمية الفنون الجميلة في روما حيث تخرج منها في عام 1971م.

## البدايات
ثم في سنة 1380هـ الموافق 1960م بدأ رحلة فن الرسم، فقلد كبار الفنانين أمثال تيتيان وجان أوغست دومينيك آنغر وغيرهم ثم هجر التقليد وبدأ الرسم متأثراً بالبيئة المحيطة به وبالأحداث الهامة التي تغمر حياة الإنسان عامة، فرسم لوحة (تحرير العبيد) سنة 1383 هـ 1963م على إثر مرسوم ملكي أصدره جلالة الملك فيصل يقضي بإلغاء الرق، وأهداها إليه، فكان لتشجيعه المعنوي والمادي أثر عميق في مسيرة حياته الفنية.
وذكر ضياء عزيز حادثة جرت له في بداياته الفنية أثرت في تجربته، يقول: "في سن مبكرة جداً أول لوحة مهمة لي كانت بعد إصدار الملك فيصل القرار التاريخي بتحرير العبيد، وكان عمري حينها 15 عاماً، وقال لي الوالد لماذا لا ترسم لوحة بهذة المناسبة، وأعجبتني الفكرة، وفعلاً قمت بعمل لوحة عن هذا الحدث، وتم إرسال اللوحة للملك وفوجئت بعد فترة بوالدي يخبرني أن مكتب الملك يطلب مقابلتي، وذهبت في اليوم المحدد وقابلت الملك وتلقيت تشجيعاً كبيراً منه، وفي هذا دليل أنه -رحمه الله- كان محباً للفنون". وتصور لوحة "تحرير العبيد" وادياً كبيراً مليئاً بالحجارة والأشواك فيه أناس مسلسلون وراء بعض، وفي آخر اللوحة جبلان يبدآن بالانفراج وتسقط السلاسل على أثر الشمس الساطعة وعليها بورتريه للملك فيصل".

## العمل
بعد عودته من إيطاليا قام بالعمل مدرساً للتربية الفنية بمدارس الثغر النموذجية في مدينة جدة من عام 1972 إلى عام 1973. قام بإنشاء مؤسسة ماس لإنتاج الفنون الجميلة خلال الفترة من عام 1974 إلى 1979. التحق بعد ذلك بمؤسسة الخطوط الجوية العربية السعودية وذلك في العام 1980 وحتى تقاعده منها في عام 2004.

## الحياة الفنية

### المعارض الشخصية
- أقام معرضه الشخصي الأول في فندق جدة بالاس بمدينة جدة في العام 1969م. وقد افتتح المعرض الشيخ حسن آل الشيخ وزير المعارف السعودي آنذاك .
- أقام له المركز الثقافي الأمريكي معرضه الشخصي الثاني بمقر المركز في مدينة جدة وذلك في العام 1972م.
- أقيم معرضه الشخصي الثالث في عام 2005 برعاية مؤسسة المنصورية الثقافية وافتتحه الأمير فيصل بن عبد الله.

### المعارض الجماعية المحلية
- معرض الفن الإيطالي والذي استضافه مركز الفنون الجميلة في جدة برعاية الأمير فواز بن عبد العزيز في عام 1972م.
- المعرض الأول للفنانين التشكيلين السعوديين والذي أقيم في فندق الإنتركونتيننتال في مدينة الرياض في عام 1978م.
- المعرض الجماعي السادس بصالة روشان بجدة في عام 1984م.
- معرض الهيئة الملكية بالجبيل وينبع في عام 1986م.
- معرض الفنون التشكيلية الأول الذي استضافه نادي جدة الأدبي في عام 1989م.

### المعارض الجماعية الدولية
- معرض قصر المعارض في روما برعاية محافظة روما عام 1968م.
- معرض الكويت الثالث للفنانين التشكيلين العرب عام 1973م.
- معرض لحظة سلام الذي أقيم في مدينة باريس عام 1985م.
- معرض بينالي القاهرة الدولي للفنون في دورته الثانية عام 1988م.
- معرض الفنانين الإسلاميين المعاصرين الذي أقيم في الأردن عام 1988م.
- معرض الفنانين الإسلاميين المعاصرين الذي أقيم في لندن عام 1989م.
- معرض الكويت الحادي عشر للفنانين التشكيلين العرب عام 1989م.

## الجوائز والإنجازات

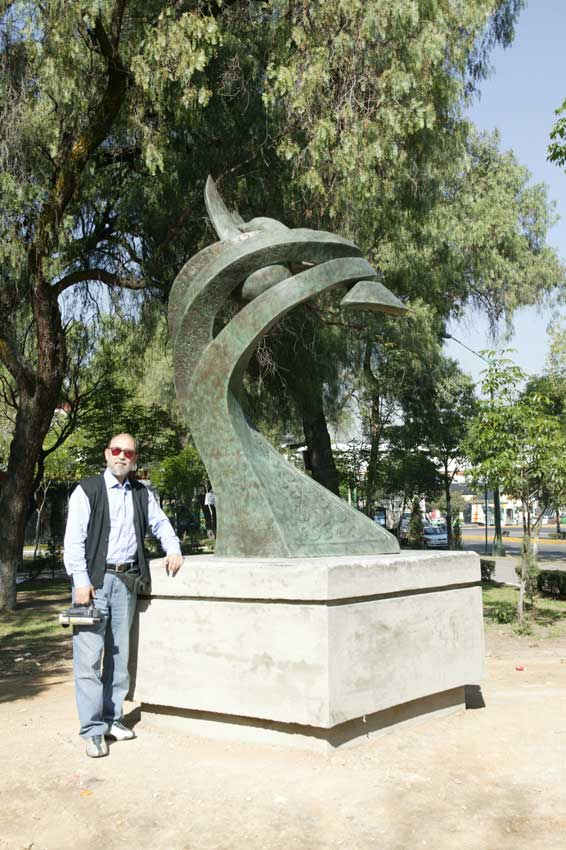
الفنان ضياء عزيز يقف بجوار مجسم المملكة في المكسيك.

### الجوائز
- الجائزة الأولى لتصميم الميدالية الذهبية بمناسبة مرور خمسون عاماً على هيئة تموين الأشغال العامة بروما سنة 1970م؛ والتي نظمتها أكاديمية الفنون الجميلة في روما.
- الميدالية الفضية في مسابقة (الرسم والنحت أبيض وأسود) ساتورنيا تللوس في 24 مارس 1971م للعمل الفني رسم ذاتي.
- دبلوم استحقاق فني رفيع في المسابقة كارنيفال 71 للوحة لابلما «النخلة» بروما في مارس 1971م.
- دبلوم استحقاق فني في (البينالي الدولي للفن المعاصر) ب مونتي روتوندو – روما في 18 أبريل 1971م
- الميدالية الفضية في المسابقة الدولية للرسم المباشر كامبيدوجيو أوجي بروما في 1 يوليو 1971م والتي قامت برعاية محافظة روما
- الجائزة الأولى لتصميم شعار (شركة السلام للطائرات) في الرياض في نوفمبر 1988م.
- الجائزة الأولى لتصميم شعار (أمانة مدينة جدة) في جدة سنة 1991م.
- جائزة المفتاحة من قبل الأمير خالد الفيصل في عام 2000م.

### الإنجازات الفنية
- تصميم بوابة مكة المكرمة والتي تقع في مدخل مدينة مكة المكرمة على الطريق السريع بين جدة ومكة، ويعد من أشهر أعماله وهو عبارة عن مجسم مستوحى من هيئة المصحف المستقر على حامل خشبي، يتقاطع طرفاه في منتصف المجسم، بحيث يقابل القادم إلى مكة والمغادر منها على نفس المستوى البصري، وقد فاز ضياء بتصميم البوابة عام 1404هـ، ونفذت بتكلفة 46 مليون ريال.[5]
- قام بتصميم ونحت مجسم النادي الأهلي السعودي وذلك في العام 1985م.
- قام بنحت مجسم «حلم الإنسان» في عام 1981م ويجسد حلم الإنسان في الطيران. وقد قام بعد ذلك بتنفيذ المجسم من خلال قطع غيار الطائرات وذلك في عام 1993م. ويقع اليوم المجسم الذي يبلغ ارتفاعه 15 متراً أمام مقر الخطوط الجوية العربية السعودية في مدينة جدة.
- قام بتصميم وتنفيذ رليف واجهة مبنى الخطوط السعودية بالخالدية بجدة / 13 * 13 متراً بريكاست سنة 1993 م. بتكليف من الخطوط السعودية.
- تصميم كأس الأمير سلطان بن عبد العزيز والذي فاز به فريق نادي الهلال خلال البطولة التي أقيمت بمناسبة اليوبيل الذهبي للخطوط الجوية العربية السعودية في عام 1995م.
- تصميم مجسم (المسيرة) رخام / ارتفاع 7 وعرض 6 وعمق 3 أمتار بمنسابة، الذي به تم افتتاح مجمع الحرس الوطني بجدة، والذي واكب الذكرى المئوية للمملكة العربية السعودية، سنة 1999م.
- تصميم وتنفيذ مجسم المملكة العربية السعودية في عام 2007م والذي قامت الحكومة السعودية بإهدائه إلى بلدية مكسيكو سيتي

## جائزة ضياء عزيز للبورتريه
- في عام 2017 أعلت الجمعية العربية السعودية للثقافة والفنون في محافظة جدة تكريم الفنان ضياء عزيز وإطلاق جائزة «ضياء عزيز للبورترية»، ودشنت الجائزة برعاية الأمير فيصل بن عبد الله بن محمد وبحضور نخبة من الفنانين والمثقفين، وهي جائزة سنوية أنشئت تشجيعاً للفنانين على التنافس في فن يعد من أصعب الفنون التشكيلية،[6]
- وحصل على المركز الأولى للجائزة في الدورة الأولى الفنان علي الشهري، تلاه كل من الفنانين: عبد الله الدهري، نجاة مطهر، نوف عبد العصيمي، عبيد باحميد، عبد الله بن صقر، روضة الحكمي، عبد الإله القصيمي، فؤاد هوساوي، فايع الألمعي، محمد الريس.[7]
- الدورة الثانية التي أقيمت عام 2018 في مركز الملك عبد العزيز الثقافي بأبرق الرغامة في جدة حصد الفنان التشكيلي فايع الألمعي جائزة المسابقة.[8]
- وتنافس على جائزة الدورة الثالثة للجائزة عام 2019 والتي كانت في موضوع الحصان العربي أكثر من من 230 عملاً، وحصلت على المركز الأول التشكيلية خديجة الربعي، وكان المركز الثاني من نصيب التشكيلية زهرة الخزبر، والثالث من نصيب التشكيلي نادر العتيبي.[9]
- الدورة الرابعة من مسابقة جائزة ضياء عزيز ضياء للبورتريه 2020 فاز بالمركز الأول الفنان حسين حسن المحمد وحصل على مبلغ 50 ألف ريال، وذهبت الجائزة الثانية ومبلغ 30 ألف ريال للفنانة هنادي فرحات، وحصلت الفنانة أماني عبد الله الزهراني على الجائزة الثالثة ومبلغ 20 ألف ريال. كما كرمت اللجنة المنظمة الإعلامي يحيى زريقان الشخصية الإعلامية لعام 2020.[10]
- وأقيمت الدورة الخامسة للجائزة تحت عنوان «المرأة السعودية»، وفاز الفنان ناصر الضبيحي بالمركز الأول لجائزة الفنان ضياء عزيز ضياء الخامسة للعام 2021، المركز الثاني الفنان التشكيلي محمد الرشيد مع مبلغ 30 ألف ريال، بينما فازت الفنانة ليلى عبد الله الكاف بالمركز الثالث.[11]
- الدورة السادسة للعام 2023 أقيمت تحت عنوان «السعودية الخضراء»، وفاز بالمركزالأول الفنان عبدالله بن نايف الأسيد الشراري.[12]
- الدورة السابعة للعام 2024 أقيمت تحت عنوان «بورتريه الملك المؤسس عبد العزيز»، وتنافس 417 عملًا فنيًّا للحصول على جائزتها. وفاز الفنان منصور العتيبي من الرياض بالجائزة الأولى، والجائزة الثانية فازت بها إيلاف سراج من جدة، أما الجائزة الثالثة ففازت بها الفنانة زهرة المتروك من المنطقة الشرقية.[1]
- الدورة الثامنة 2024 وموضوعها «الإبل»، وفاز بالمركز الأول الفنان التشكيلي سعيد سعيد الشهراني، حاصلًا على درع الجائزة ومبلغ 50 ألف ريال، وحلت ثانيًا الفنانة جنى قنديل وحصلت على مبلغ 30 ألف ريال، أما المركز الثالث فكان للفنانة التشكيلية إيمان حمد حسين، وحصلت على مبلغ 20 ألف ريال.[13]